# Herr, wohin sollen wir gehen
Herr, wohin sollen wir gehen ist ein Kirchenlied im Evangelischen Gesangbuch.

## Geschichte
Verfasst wurde das Lied im Jahr 1949 vom Ilsenburger Landessingwart Alfred Stier (1880–1967) in der Sowjetischen Besatzungszone (SBZ).

## Inhalt
„Herr, wohin sollen wir gehen? Du hast Worte des ewigen Lebens!“ ist das Bekenntnis des Jüngers und Apostels Petrus in Joh 6,68 .

## Melodie
Der Text „Herr, wohin sollen wir gehen“ ist bei Stier als dreistimmiger Kanon gesetzt und so unter der EG Nr. 261 in das Evangelische Gesangbuch aufgenommen worden.

## Verbreitung
Die Verse des biblischen Herr, wohin sollen wir gehen wurden 1962 auch von Kurt Rommel, 1964 von Horst Weber, 1970 von Artur Schulz, 1991 von Peter Strauch, 2002 von Günter Hänssler und 2014 von Ruedi Geissbühler vertont. Am bekanntesten ist gegenwärtig wahrscheinlich die Melodie von Jacques Berthier (1987), die in der ökumenischen Gemeinschaft von Taizé gesungen wird. In über 30 Liederbüchern findet sich mittlerweile die Version von Thea Eichholz aus dem Jahr 2000, in der die Autorin die bekannten biblischen Verse im Refrain mit Strophen verknüpft hat.